# Resh
| Phénicien | Hébreu | Hébreu | Cursive |
| --------- | ------ | ------ | ------- |
| Resh      | ר      | ר      |         |

Resh (ר, prononcé /[r]/) est la vingtième lettre de l'alphabet hébreu.
Elle est apparentée au rho (Ρ, ρ) de l'alphabet grec, au R (R, r) de l'alphabet latin et son équivalent dans l'alphabet cyrillique.
Le mot hébreu le plus proche de resh est rosh qui signifie « tête ».
Sa valeur numérique est 200.
Le caractère Unicode de ר est 05E8.